# Emil Zillich
Emil Zillich, psán též Emilian (11. října 1830 Praha — 22. ledna 1896 tamtéž) byl český malíř a ilustrátor. Tvořil především žánrové malby s náměty z historie (třicetiletá válka, rokoko) i současnosti (pouliční život, obyčejní lidé). Ilustroval historické romány, knihy pro mládež a články v časopisech (Světozor). V jeho díle se projevuje smysl pro humor.

## Život
Narodil se v rodině staroměstského krejčovského mistra Jana Zillicha a jeho manželky Marie; pokřtěn byl jako Emilian Carolus.  Podle nekrologu Světozoru, kde byl uveden chybný rok narození, se jednalo o zámožnou rodinu.
Studoval na pražské malířské akademii u Ch. Rubena. Roku 1851 podnikl studijní cestu do Německa a Belgie. Poté se pravidelně účastnil výstav Krasoumné jednoty. Malířství pěstoval jen jako zálibu.
Počátkem osmdesátých let ho postihly finanční ztráty — v důsledku soudního sporu přišel o značnou část majetku zděděného po rodičích — což ho přinutilo malovat pro obživu. Od roku 1882 do konce 80. let vytvořil stovky ilustrací, především pro časopis Světozor, k historickým románům a do knih pro mládež. Poté se odstěhoval do Přeštic za rodinou své dcery.
Roku 1894, po smrti dcery, se vrátil zpět do Prahy. Tehdy již viditelně trpěl nervovou chorobou. Zpočátku bydlel u svého přítele a žáka Voráčka a v rámci možností pokračoval v umělecké tvorbě; s postupující nemocí ale požádal o přijetí do všeobecné nemocnice. Tam zemřel 22. ledna 1896. V té době již byl téměř zapomenutý, na pohřeb na Olšanských hřbitovech mu přišli jen osobní přátelé.

## Dílo
Zillich netvořil velké kompozice, ale jen malé obrázky. Typická pro něj byla žánrová malba s náměty z rokoka, třicetileté války, ale i ze současnosti (např. pouliční život nebo svět „malých lidí“). V obrazech projevoval jemný cit pro kolorit i pro humor, hluboké vzdělání a bystrý pozorovatelský talent.
První ilustraci pro časopis Světozor uveřejnil v ročníku 1868. V 80. letech pak pro něj vytvořil několik set obrázků s tématy z historie, divadla a současných událostí. Vedle toho ilustroval literaturu pro mládež (Jarý věk, Zlaté mládí, Květy mládeže) aj.
Kromě humorně laděných prací vytvořil i několik vážných — např. oltářní obrazy ve Vřesovicích, Lochovicích a Husinci.
Ilustroval mimo jiné tato knižně vydaná díla:
- Georges Ohnet, překlad Jan J. Benešovský-Veselý: Majitel hutí (1882)
- František Hrnčíř: Květy : povídky pro mládež (1883)
- Karel Václav Rais: Doma. Čásť II., Verše výpravné (1884)
- Václav Špaček: Šlechetnosť, ozdoba dítek : sbírka mravoučných povídek (1884)
- Album národních typů i krojů (1885)
- Vítězslav Hálek: Písně slavíkovy (1885)
- Josef Zaříčanský: Jaré mládí : básničky pro útlejší mládež (1886)
- František Kretz a Emil Musil-Daňkovský: Obrázky národopisné (1886)
- Alois Jirásek: V cizích službách : kus české anabase (1886)
- Jakub Arbes: Kandidáti existence (1887)
- Karel Václav Rais: Dárek maličkým : básničky (1889)
- Kolda Malínský: Světlo a stín : dvě povídky ze zlatého věku (1890-1)
- Karel Václav Rais: Nová sbírka Slovanských pohádek a pověstí (1894)
- Emile Desbeaux, upravil Josef Klika: Márinčino proč? (posmrtně 1897)
- Rudolf Jaroslav Kronbauer: Alma (posmrtně asi 1900)

## Galerie

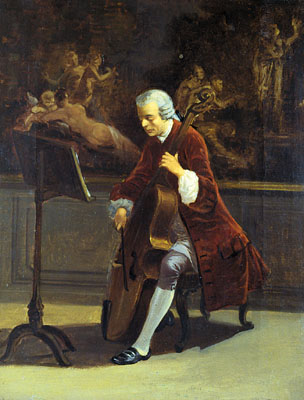
Hudebník
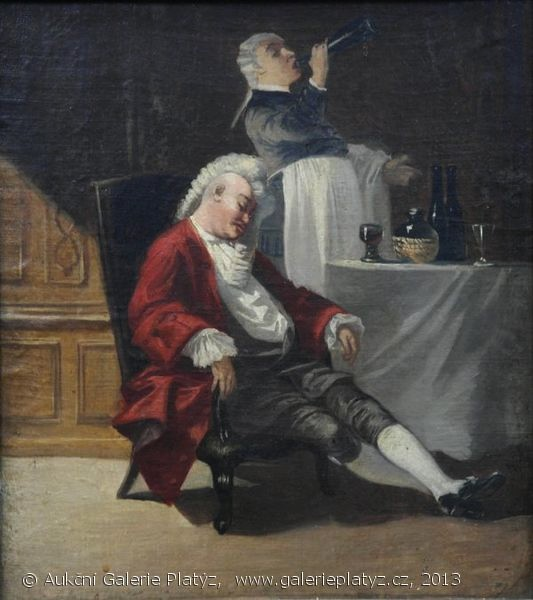
Příliš moc vína
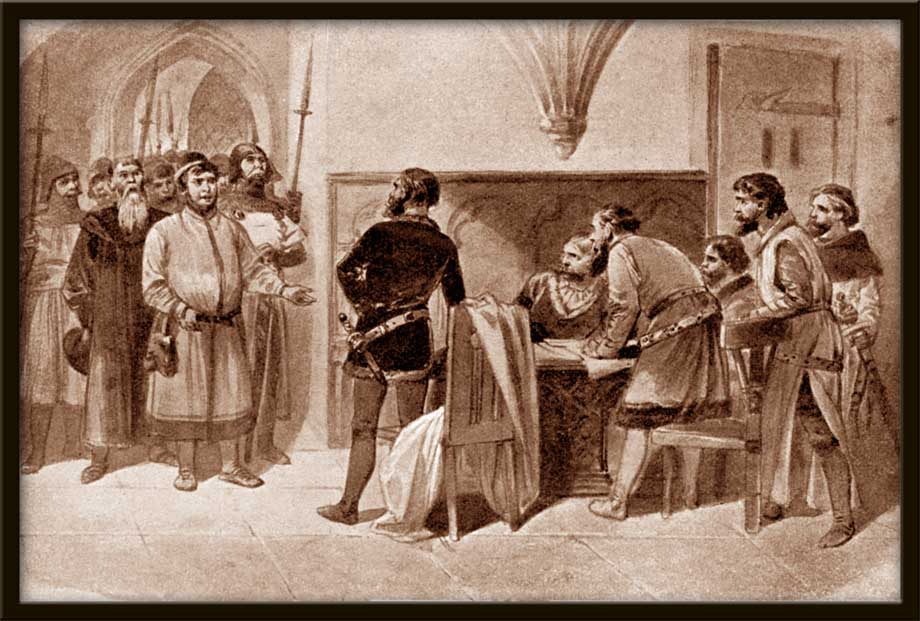
Zajetí českých pánů v sedleckém klášteře